# Haku Rakuten

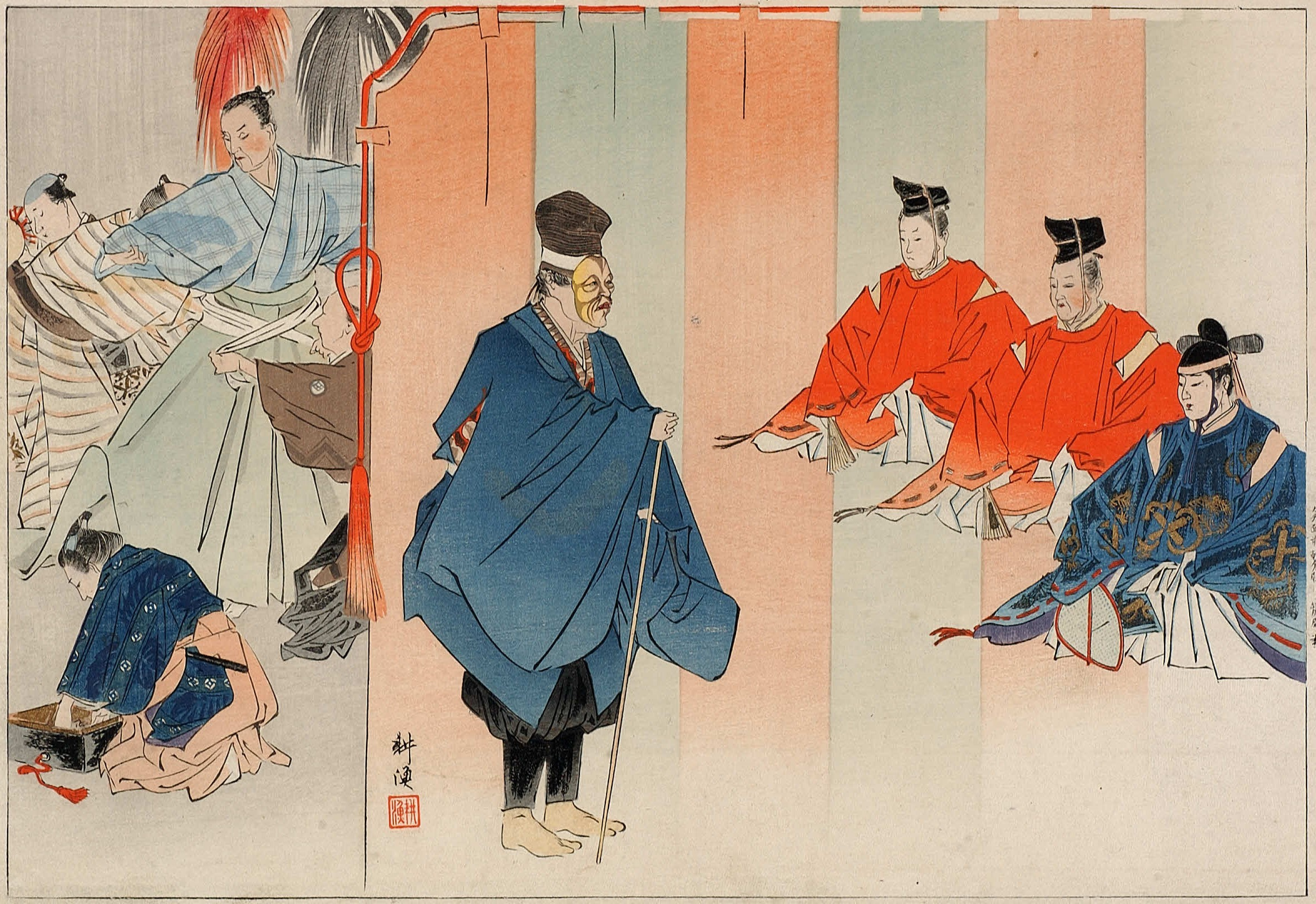
Szene aus dem Stück

Haku Rakuten (japanisch 白 楽天) ist der Titel eines Nō-Dramas. Es ist der Art und dem Stil nach ein Stück von Seami. Das Stück ist im Rahmen der Nō-Kategorie ein Erstspiel.

## Vorbemerkung
In der Heian-Zeit ist der chinesische Dichter Bai Juyi (772–846) in Japan, hier unter der sinojapanischen Namensvariante Haku Rakuten, große Mode. Seine Texte machen selbst in der Übersetzung, wie der von Richard Wilhelm, großen Eindruck. Wie eine alte Sage oder ein alter Mythos beginnt dieses Nō.
Es treten folgende Personen auf:
- Waki: Der Dichter Bai Juyi
- Wakizure: Zwei Gefolgsleute des Dichters
- Shite I: Ein alter Fischer
- Shite II: Gott von Sumiyoshi
- Tsure: Ein zweiter Fischer

## Handlung
1. Akt
  1. Vorspiel: Der Kaiser von China hat Bai Yuji ausgesandt, um Japan in der Dichtkunst zu übertrumpfen. Der Dichter befindet sich im Boot auf weiter See. Namens-, Weg- und Ankunftsnennung. Inseln tauchen unter blauem Himmel auf.
  2. Mondlicht über dem Strand. Ein Feuer brennt dort. Ein alter Fischer erscheint unter orchestralem Klang. Zwei andere Fischer kommen zu ihm.
  3. Gespräch zwischen dem aus der Ferne gekommenen Dichter und den einheimischen Fischermännern. Man sagt dem Fremden auf den Kopf zu, wer er sei: sein Ruf sei ihm doch schon lange vorausgegangen, man hätte ihn erwartet. Der Dichter hört das verwundert.
  4. Erweiterung, Wettstreit der Lieder. Der so berühmte fremde Dichter verliert dieses Wettdichten kläglich; von dem simplen Fischer besiegt, muss er sich überwunden geben. Wenn schon der einfache Mann des Volkes sich schon trefflich in der Dichtkunst, in der Kultur erweist, wie erst müssen die Hochgestellten und Großbegabten sein! Und wie schön klingt ein Lied im Laut dieser Sprache. Wie der Gesang von Nachtigallen ist hier Gedicht und Gesang! – Der Fischer und seine Begleiter verschwinden.
  5. Zwischenspiel: Ai no Tachi-shaberi, Tanz Sandan-no-mai.
2. Akt
  1. Chor: „Ewig schützen die Götter dieses Land. Hat sich doch der Meeresgott selbst in der Gestalt des alten Fischermanns aufgemacht, dieses Land zu schützen, indem er im Wettstreit den Sieg errang.“ Der Gott erscheint in seiner wahren Gestalt.

- -     -       - Der Gott: „Oh blaue See, drinnen die blauen Berge sich spiegeln
      - aus den Wogen empor,
      - aus den Gefilden Westlicher See“
      - Chor: „hebt er sich aufwärts vor unseren Augen
      - der Gott Sumiyoshi (der Gott der Meere)!“